# دلگه
دلگه، روستایی از توابع بخش مرکزی شهرستان آبادان در استان خوزستان ایران است.

## جمعیت
این روستا در دهستان بهمنشیر جنوبی قرار دارد و براساس سرشماری مرکز آمار ایران در سال ۱۳۹۵، جمعیت آن ۳۰۱ نفر (۹۲ خانوار) بوده‌است.